# Tour Alsace 2017
Le Tour Alsace Cycliste 2017 est la quatorzième édition de cette course cycliste sur route masculine. Il est inscrit au calendrier de l'UCI Europe Tour, catégorie 2.2. Organisé par le Groupe Larger Organisation, il se déroule du mercredi 26 juillet au dimanche 30 juillet 2017, en cinq étapes. Il est remporté par Lucas Hamilton, membre de l'équipe d'Australie espoirs.

## Parcours
Ce Tour Alsace commence par un contre-la-montre par équipes de trois coureurs, autour de Sausheim, remporté par l'équipe "USA-U23" Le lendemain, l'étape part de Velleminfroy pour arriver à la Planche des Belles Filles (Haute-Saône), où s'est conclue une étape du Tour de France trois semaines auparavant. Avant cette ascension finale, le parcours emprunte le col des Chevrères (3,5 kilomètres pour une pente moyenne de 9,5%). La deuxième étape emmène le peloton de Belfort jusqu'au casino de Blotzheim, partenaire de la course. Une côte en fin d'étape rend celle-ci favorable aux punchers. La troisième étape présente un parcours presque identique à l'édition 2016, entre Ribeauvillé et le lac Blanc, en passant par les cols des Bagenelles, du Calvaire, du Linge et du Bermont. 
La dernière étape, entre Neuf-Brisach et Dannemarie, emprunte plusieurs côtes du Sundgau,.

## Étapes
| Étape     | Date       | Villes étapes                            |       | Distance (km) | Vainqueur d’étape               | Leader du classement général |
| --------- | ---------- | ---------------------------------------- | ----- | ------------- | ------------------------------- | ---------------------------- |
| Prologue  | 27 juillet | Sausheim - Sausheim                      | 4,7km |               | Brandon McNulty et Ian Garrison | Brandon McNulty              |
| 1re étape | 27 juillet | Velleminfroy - Planche des Belles Filles |       |               | Markus Hoelgaard                |                              |
| 2e étape  | 28 juillet | Belfort - Blotzheim                      |       |               | Jasper Philipsen                |                              |
| 3e étape  | 29 juillet | Ribeauvillé - Lac Blanc                  |       |               | Carl Fredrik Hagen              |                              |
| 4e étape  | 30 juillet | Neuf-Brisach - Dannemarie                |       |               | Fabio Jakobsen                  | Lucas Hamilton               |

### Équipes
Classé en catégorie 2.2 de l'UCI Europe Tour, le Tour Alsace est par conséquent ouvert aux équipes continentales professionnelles françaises ainsi qu'un maximum de deux étrangères, aux équipes continentales, aux équipes régionales et de clubs et aux équipes nationales.
Vingt-six équipes participent à ce Tour Alsace - une équipe continentale professionnelle, douze équipes continentales, cinq équipes nationales, et huit équipes de clubs :
| Équipes continentales professionnelles | Équipes continentales professionnelles | Équipes continentales professionnelles |
| Nom de l'équipe                        | Pays                                   | Code                                   |
| -------------------------------------- | -------------------------------------- | -------------------------------------- |
| Androni Giocattoli                     | Italie                                 |                                        |

| Équipes continentales   | Équipes continentales | Équipes continentales |
| Nom de l'équipe         | Pays                  | Code                  |
| ----------------------- | --------------------- | --------------------- |
| Beobank-Corendon        | Belgique              | BEC                   |
| Joker-Icopal            | Norvège               | TJI                   |
| Leopard                 | Luxembourg            | LPC                   |
| SEG Racing Academy      | Pays-Bas              | SEG                   |
| Wiggins                 | Royaume-Uni           | WGN                   |
| Sunweb Development      | Allemagne             | DSU                   |
| Tirol                   | Autriche              | TIR                   |
| Roth-Akros              | Suisse                | TRA                   |
| Lotto-Kern-Haus         | Allemagne             | LKH                   |
| Dimension Data-Qhubeka  | Afrique du Sud        | DDC                   |
| An Post-ChainReaction   | Irlande               | SKT                   |
| Felbermayr Simplon Wels | Autriche              | RSW                   |

| Équipes nationales                          | Équipes nationales | Équipes nationales |
| Nom de l'équipe                             | Pays               | Code               |
| ------------------------------------------- | ------------------ | ------------------ |
| Équipe nationale d'Allemagne espoirs        | Allemagne          | GER                |
| Équipe nationale d'Australie espoirs        | Australie          | AUS                |
| Équipe nationale des États-Unis espoirs     | États-Unis         | USA                |
| Équipe nationale de Suisse espoirs          | Suisse             | SUI                |
| Équipe nationale de Grande-Bretagne espoirs | Royaume-Uni        | GBR                |

| Équipes régionales et de clubs | Équipes régionales et de clubs | Équipes régionales et de clubs |
| Nom de l'équipe                | Pays                           | Code                           |
| ------------------------------ | ------------------------------ | ------------------------------ |
| AVC Aix-en-Provence            | France                         | AVC                            |
| BMC Development                | États-Unis                     | BMD                            |
| CC Étupes                      | France                         | CCE                            |
| Lotto-Soudal U23               | Belgique                       | LTU                            |
| Rémy Meder Haguenau            | France                         | RMH                            |
| CR4C Roanne                    | France                         |                                |
| Aldro                          | Espagne                        |                                |
| Côtes d'Armor-Marie Morin      | France                         |                                |